# Otmíčská hora
Otmíčská hora je osamělý kopec ležící nedaleko obce Otmíče v okrese Beroun. Vrchol je součástí Hořovické pahorkatiny a je výraznou krajinnou dominantou. Z vrcholu hory je výhled na široké okolí především západním a jihozápadním směrem. Otmíčská hora je zároveň název přírodní památky, která byla na katastrálním území Otmíče vyhlášena v roce 1986 a která je v péči Krajského úřadu Středočeského kraje.

## Geologie
Otmíčská hora vznikla průnikem granulované lávy ordovických diabasů (čedičových hornin). Z jihozápadní strany se otvírá opuštěný diabasový lom, který výrazně určuje charakter místa.

## Osídlení
Lokalita byla osídlena již v eneolitu, ale zda v té době byla opevněna, zatím není jisté. Hradiště se na Otmíčské hoře nacházelo v pozdní době halštatské a znovu bylo využito ve střední a mladší době hradištní.

## Příroda
Na svazích hory se rozkládá stejnojmenná přírodní památka (5,3 ha), cenná především svými teplomilnými společenstvy skalních stepí a hájovou vegetací, charakteristickou pro diabasový podklad. Vyskytuje se zde bělozářka liliovitá (Anthericum liliago), koniklec luční český (Pulsatilla pratensis subsp. bohemica), ožanka hroznatá (Teucrium botrys), čistec přímý (Stachys recta), kostřava sivá (Festuca pallens) a walliská (Festuca valesiaca) a ostřice nízká (Carex humilis), les je tvořen převážně dubohabrovým porostem.